# Константинос Репос
Константинос Репос (на гръцки: Κωνσταντίνος Ρέπος) е гръцки революционер, деец на гръцката въоръжена пропаганда в Македония от началото на XX век.

## Биография
Константинос Репос е роден в западномакедонския град Бер. При началото на Гръцката пропаганда в Македония Репос започва активно да я подкрепя и става заместник-председател на гръцкия революционен комитет в града. Репос отговаря за региона Урумлък. Предава отчети на ръководещото гръцките операции генерално консулство в Солун с резултатите от битките. По-късно четири години се сражава с българските чети в района на Ениджевардарското езеро. Председател е на Националната организация „Павлос Мелас“ и е удостоен с три медала и с три дипломи за участието си в така наречената Македонска борба.